# Tadeusz Szulczyński
Tadeusz Szulczyński (ur. 31 maja 1925 w Wilnie, zm. 15 lutego 1982 w Sopocie) – polski inżynier, profesor Politechniki Gdańskiej, specjalista z dziedziny budownictwa i budownictwa żelbetowego.

## Działalność naukowa i zawodowa
W latach 1929–1944 mieszkał w Warszawie. W 1943 zdał maturę w tajnym nauczaniu w gimnazjum i Liceum im. Jana Zamoyskiego w Warszawie. W 1941-1944 pracował w hurtowni książek Gebethnera i Wolffa w Warszawie. Od października 1944 do lutego 1945 zatrudniono go w Radzie Głównej Opiekuńczej na powiat warszawski w Piastowie. Od października 1945 mieszkał w Sopocie. Studiował na Politechnice Gdańskiej – w 1949  otrzymał dyplom na Wydziale Inżynierii Lądowej i Wodnej – mgr inż. konstrukcji i budownictwa. W latach 1946–1982 pracował na Politechnice Gdańskiej. W 1956 uzyskał doktorat na Wydziale Budownictwa Lądowego, w 1958 mianowany docentem, w 1967 profesorem nadzwyczajnym, w 1978 profesorem zwyczajnym.
W 1961-1966 był prodziekanem, w 1966-1969 dziekanem Wydziału Budownictwa Lądowego. W 1965-1969 został mianowany kierownikiem Katedry Budownictwa Żelbetowego, w 1966-1969 dziekanem Wydziału Budownictwa Lądowego, w 1969-1973 był dyrektorem Instytutu Budownictwa Lądowego w 1969-1982 kierownikiem Zakładu Budownictwa Żelbetowego (Betonowego). Był redaktorem Zeszytów Naukowych Politechniki Gdańskiej – seria: Budownictwo Lądowe od 1965-1976.
Autor kilkudziesięciu publikacji naukowych i popularnonaukowych, w tym 2 książek i 2 skryptów, m.in. książki: Konstrukcje z betonu, Gdańsk 1976. Był promotorem 7 doktoratów.
Autor projektów budynków i ekspertyz budowlanych. W latach 1951–1955 był nauczycielem w Wieczorowej Szkole Inżynierskiej w Gdańsku. W latach 1965–1970 został przewodniczącym Rady Technicznej Rzeczoznawców Polskiego Związku Inżynierów i Techników Budownictwa. Należał do Komitetu Inżynierii Lądowej i Wodnej Polskiej Akademii Nauk, Gdańskiego Towarzystwa Naukowego oraz organizacji zawodowych: Polskiego Związku Inżynierów i Techników Budownictwa, Naczelnej Organizacji Technicznej.
Pochowany na cmentarzu komunalnym w Sopocie (kwatera N1-R-9).

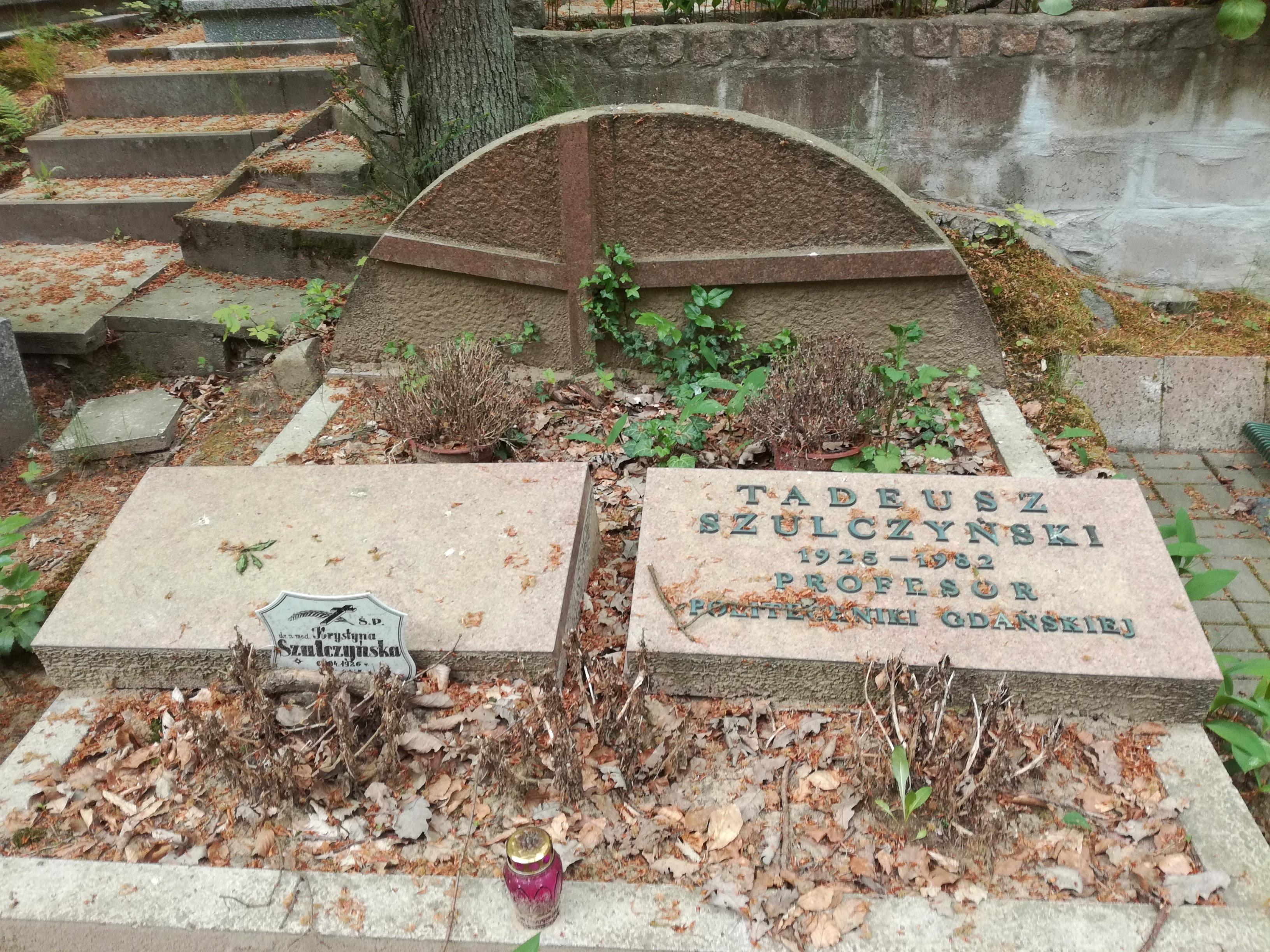
Grób prof. Tadeusza Szulczyńskiego

## Ordery i odznaczenia
- Krzyż Kawalerski Orderu Odrodzenia Polski (1973)
- Złota Odznaka Honorowa Polskiego Związku Inżynierów i Techników Budowlanych (1968)
- Zasłużony dla Budownictwa i Przemysłu Materiałów Budowlanych (1976)